# Quitu
I quitu erano gli abitanti originari della provincia del Pichincha, in Ecuador. Il loro stanziamento nella zona è testimoniato a partire dal 500 d.C. fino alla loro assimilazione da parte dei Quechua in epoca poco precedente alla conquista spagnola.

## Storia
Le teorie archeologiche più recenti sostengono che nella zona di Quito fossero localizzate undici signorie (señoríos) indipendenti, che formavano un anello attorno a un centro di baratto e commercio. Anche se non esistono prove definitive, è possibile che queste signorie fossero confederate in quattro gruppi, tra i quali quelli del sud erano i più popolosi e organizzati. Sono stati evidenziati alcuni stanziamenti importanti, circondati da altri di minore rilevanza. Nella zona di Tumbaco erano stanziate le signorie di L'Inga, Puembo e Pingolquí; nella zona di Chillos quelle di Ananchillo (Amaguaña), Urinchillo (Sangolquí) e Uyumbicho; al nord quelle di Zámbiza (probabilmente stanziati dove oggi si trova il distretto parrocchiale Zámbiza), Pillajo (nella zona di Cotocollao) e Collahuazo (vicino a Guayllabamba); nella zona di Machachi quella di Panzaleo. La relazione tra le signorie della regione di Tolgo non era gerarchica, ma basata su alleanze paritetiche nelle quali il baratto era fondamentale.
Vi erano importanti differenze culturali, demografiche, politiche e linguistiche tra le signorie. Ad esempio, le signorie stanziate nell'area dei Chillos disponevano di terreni ampi e piani, caratterizzati da alta piovosità, particolarmente adatti alla coltivazione di mais. Nel nord, la regione di Tumbaco è più secca e meno propizia per la coltivazione. Per questo motivo, l'area meridionale corrispondente alla valle dei Chillos era maggiormente popolata. Gli stanziamenti in questa zona  (llactas) erano formati da gruppi tra le 500 e le 1200 persone, mentre in Tumbaco si limitavano a 350 persone.
Le signorie quitu erano caratterizzate da un alto sviluppo economico, sociale, politico e avevano raggiunto una notevole abilità ingegneristica, come testimoniano ritrovamenti archeologici quali le terrazze agricole nella zona del Pichincha, e sistemi di irrigazione di tipo Waru Waru nella zona di Turubamba e Iñaquito. La presenza di queste opere testimonia l'intensificazione dell'agricoltura, probabilmente allo scopo di sostenere la crescita demografica.
Dove oggi sorge la città di Quito si trovava un centro di commercio nel quale convergevano i mindalaes, che quotidianamente si mettevano in movimento dalle regioni abitate dai yumbos stanziati nel nord (Nanegal) e nel sud (Alluriquín), dai panzaleos (di Tumbaco), dei Quijos e degli Otavalos.
I quitu potrebbero essere etnicamente imparentati con la Cultura di Cotocollao, cultura che si sviluppò tra il 1500 a.C.-300 A.C. Si suppone che la lingua parlata dai quitu prima dell'invasione incaica fosse l'idioma panzaleo. Questa supposizione è motivata da numerosi toponimi terminanti in: -(h)aló (Pilaló, Mulahaló); -leo (Tisaleo, Pelileo) e -ragua / -lagua (Cutuglagua, Tunguragua).
I quitu, così come la vicina popolazione cañaris, tentarono di opporsi all'invasione inca proveniente da sud. Sul finale del secolo XV furono tuttavia conquistati dall'Impero Inca. Il processo di annessione politica dei quitu terminò con il matrimonio esogamico dell'Inca Túpac Yupanqui. Traccia delle popolazioni locali rimase nel nome del territorio, Quitu o Quito, che sopravvisse alla conquista degli incas e dei spagnoli.

## Urbanizzazione
Rumicucho e Rumipamba sono due centri importanti della cultura quitu.

## Regno di Quito
Nella sua opera Regno di Quito, scritta alla fine del XVIII secolo, il gesuita Juan de Velasco colloca la conquista dei quitu nell'anno 980 d.C.; Juan de Velasco definisce i quitu un popolo primitivo e mal governato.
Juan de Velasco scrisse la storia del regno di Quito basandosi sui racconti di alcuni indigeni quechua nel secolo XVIII, ossia ben 230 anni dopo la conquista. A queste fonti orali aggiunse le informazioni provenienti dai libri, oggi perduti, del Padre Marcos di Nizza. L'opera non fu pubblicata che a metà del secolo XIX.
La storia narrata nel regno di Quito fu messa in dubbio approssimativamente un secolo fa dallo storico e sacerdote Federico González Suárez. Le sue osservazioni vennero sostenute in epoca più recente dallo storico e archeologo ecuadoriano Giacinto Jijón e Caamaño il quale, appoggiandosi su studi archeologici, sostenne che il regno di Quito non fosse mai esistito.